# بندر ریگ

محدوده استان بوشهر در قسمتی از نقشه ایران در دوره افشاریه در این نقشه نام بندر ریگ به انگلیسی Bender Rik ذکر شده‌است.

بندر ریگ شهری است در استان بوشهر ایران. بندر ریگ مرکز بخش ریگ در شهرستان گناوه است.وجه تسمیه این بندر از کلمه ریگ به زبان پرتغالی یعنی دکل کشتی گرفته شده‌ است. این بندر در سالهای دور دارای کشتی‌رانی به تمام نقاط دسترس جهان از جمله زنگبار هندوستان و حتی ممالک شرق دور مثل چین بوده‌ است. نمای دوردست و چشم‌انداز این بندر باستانی با دکل‌های زیبای کشتی‌های بادبانی جلوه خاصی به آن بخشیده بوده است. بندر ریگ جزیی از بلوک حیات داوود و متعلق به خاندان لر حیات داوود بود.

## جغرافیا
بندر ریگ در فاصله ۱۲۸ کیلومتری شمال بندر بوشهر، ۱۷ کیلومتری جنوب شرقی بندر گناوه و ۳۰ کیلومتری جزیره خارگ تکیه داده بر خلیج فارس در مختصات ۲۹ درجه و ۳۰ دقیقه عرض شمالی و ۵۰ درجه و ۳۸ دقیقه طول شرقی در ارتفاع صفر تا ۴ متری از سطح دریا واقع شده‌ است.

## مردم‌شناسی

### جمعیت
جمعیت بندر ریگ در چهار دهه اخیر کمی بیش از دو برابر شده است. این افزایش، در مقایسه با روند عمومی جمعیت کشور، عادی است و اهمیت کم اقتصادی، بویژه صنعتی و بازرگانی شهر و حوزه نفوذ آن را نشان می‌دهد. شغل مردم شهر ماهیگیری، کشاورزی، مشاغل دولتی (ایران. وزارت دفاع. اداره جغرافیائی ارتش؛ رزم آرا، همانجاها) و خرید و فروش اجناسی است که از کشور‌های ساحلی خلیج فارس می‌آورند.

### زبان
مذهب‌ مردم‌ شیعه‌ و زبان‌ آنها لری‌ است‌.